# 연인산
연인산(戀人山)은 대한민국 경기도 가평군의 산이다. 1999년 3월 15일, 가평군 지명위원회에서 다른 이름이 없던 이 산에 연인산이란 이름을 붙였다. 경기 육괴 선캄브리아기 경기변성암복합체 흑운모 편마암으로 구성된다.

## 갤러리

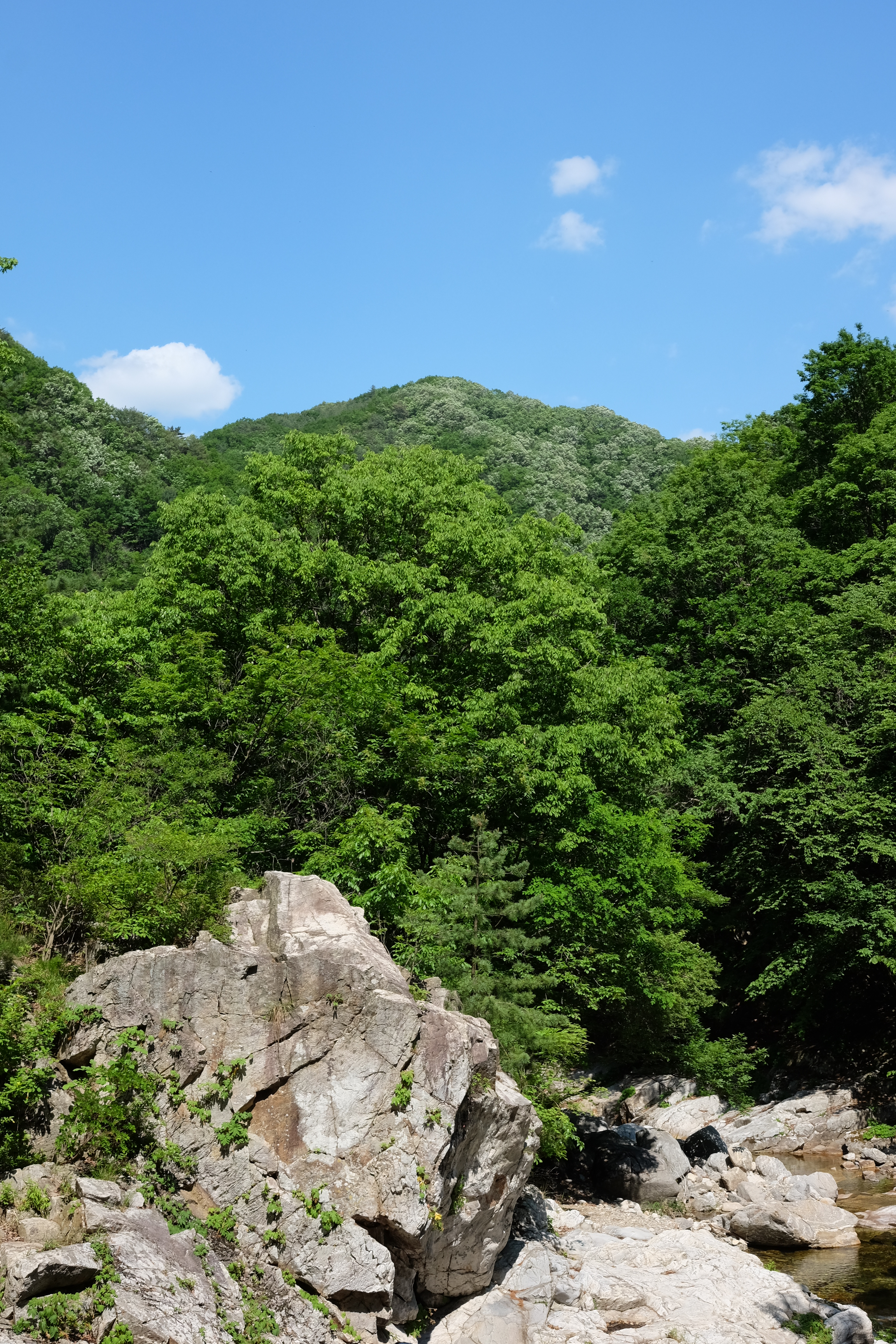
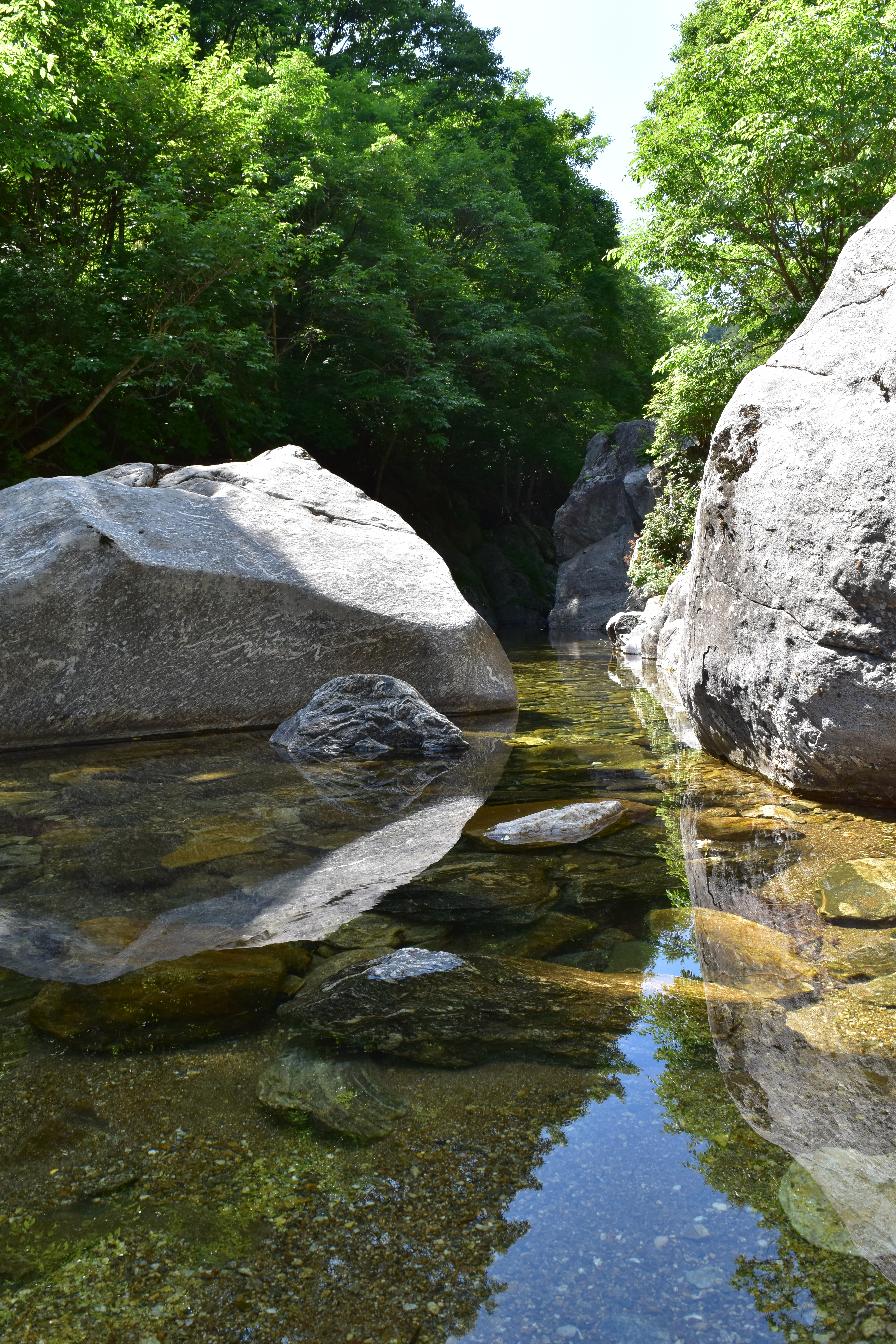
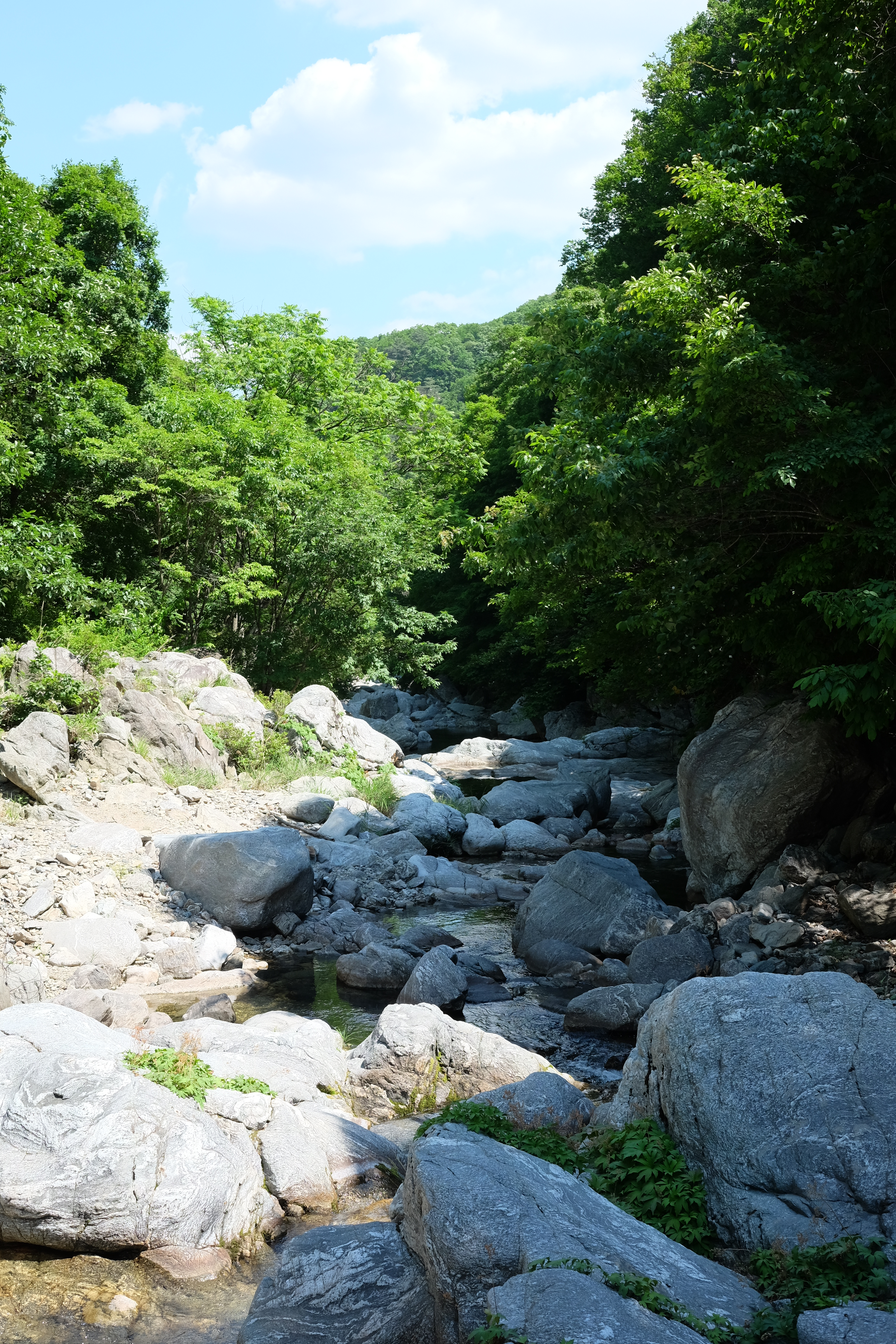
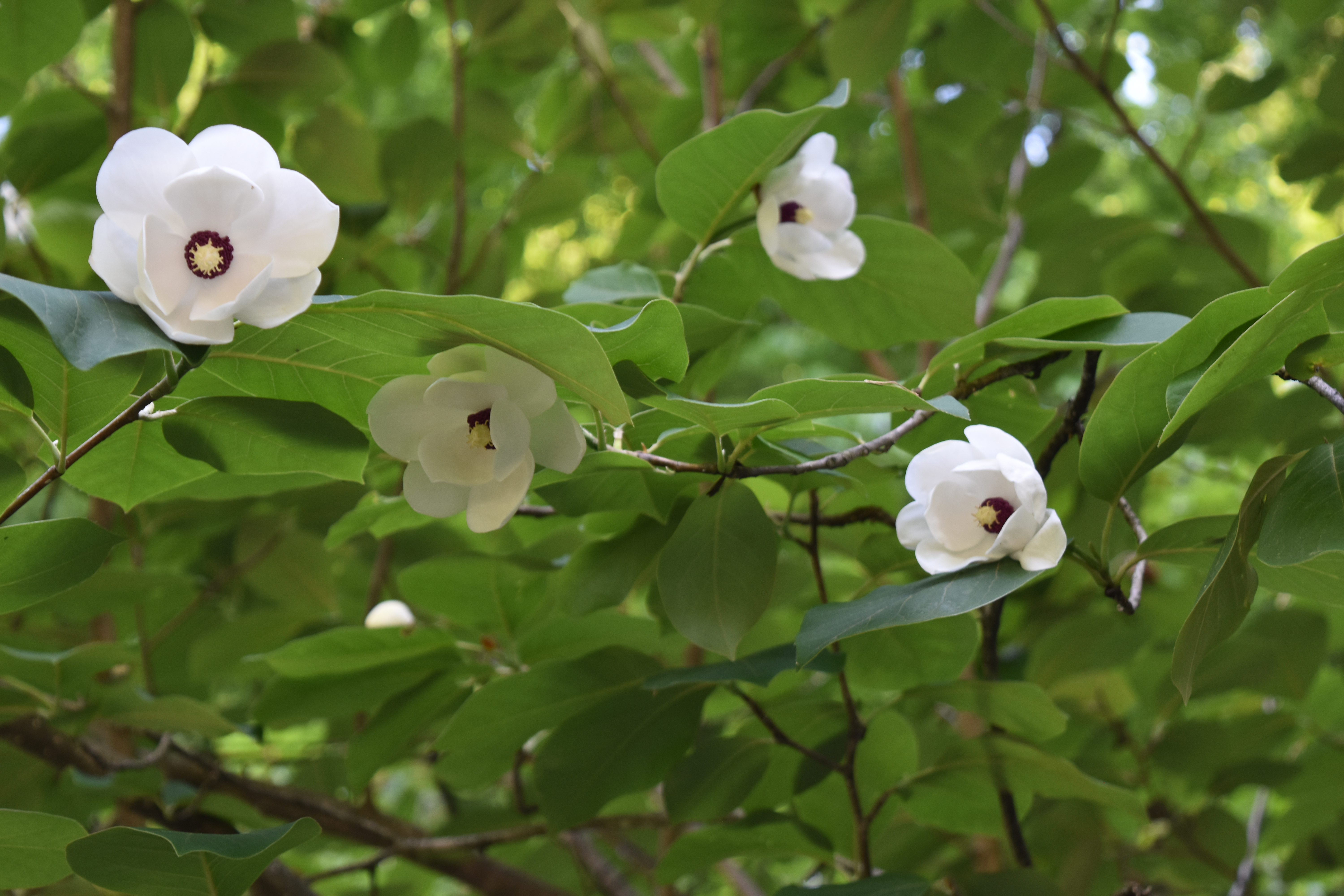
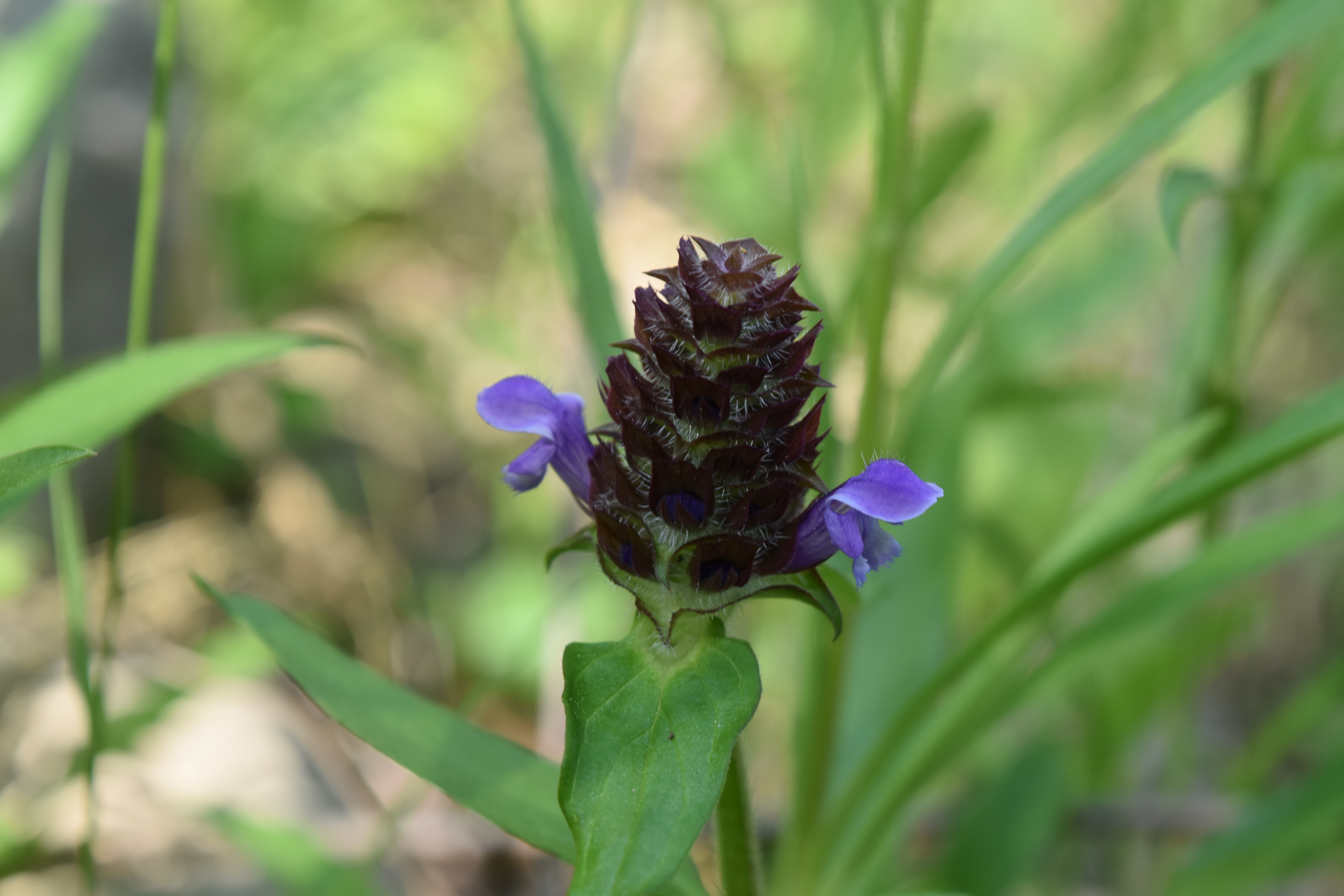
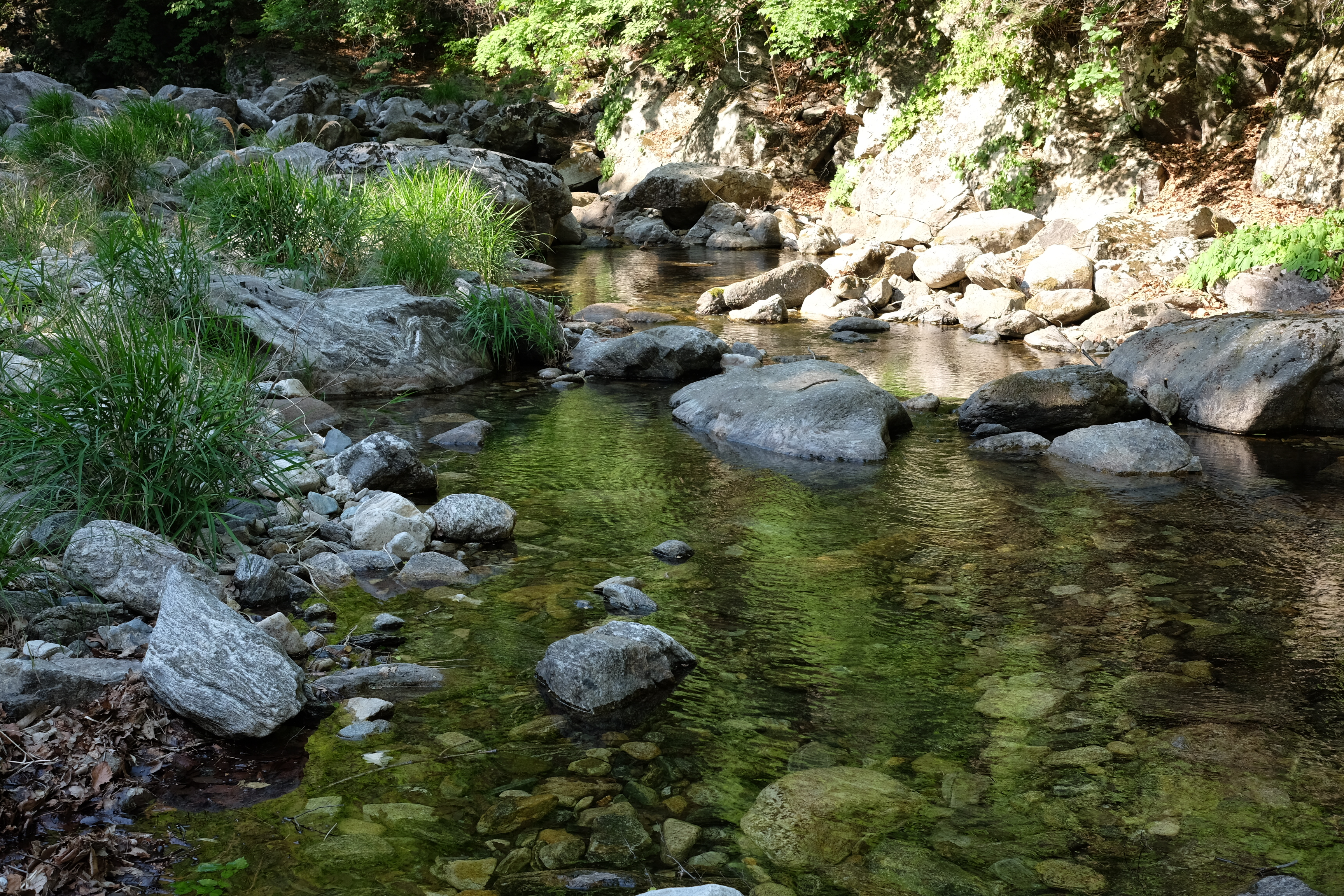
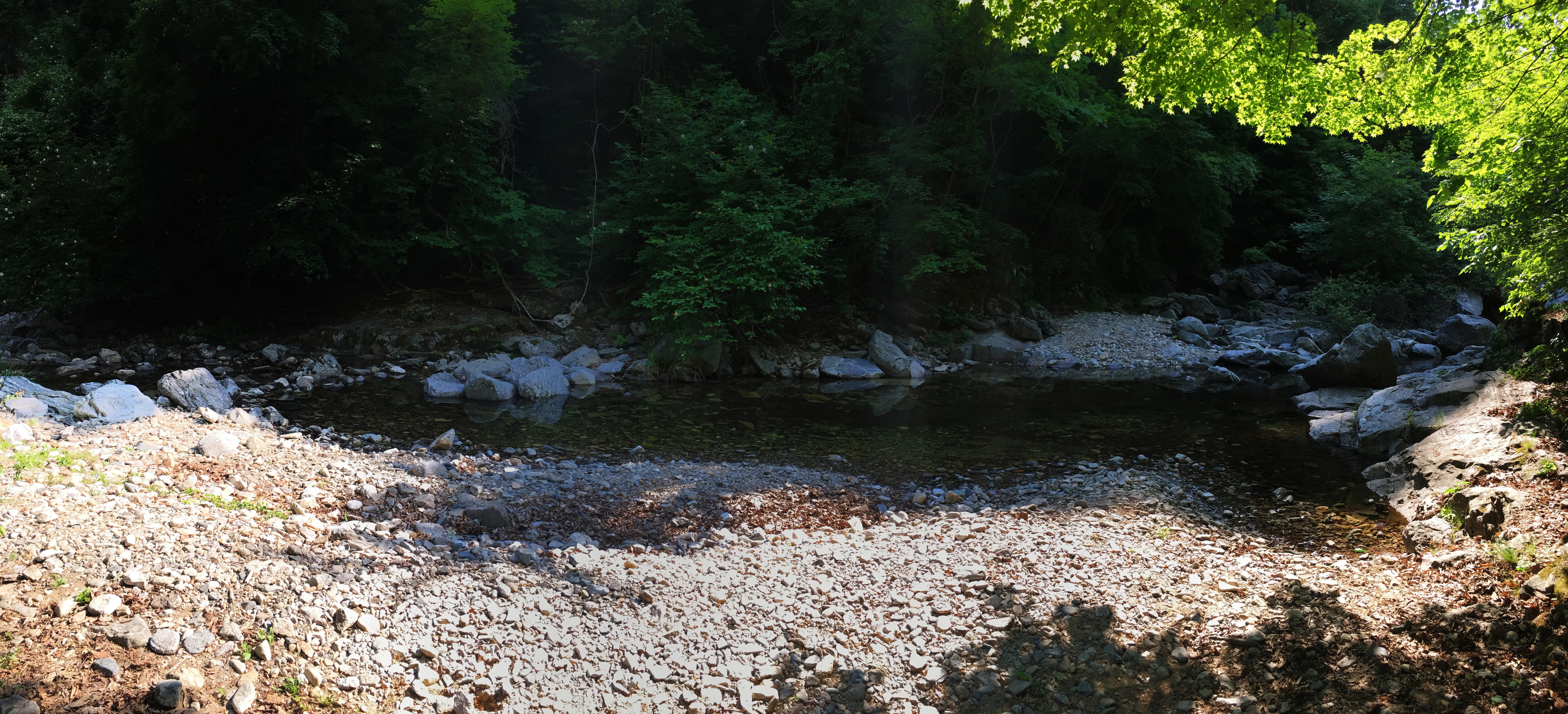

## 같이 보기
- 한국의 산 목록
- 가평군의 지질